# Val-de-Vière
Val-de-Vière és un municipi francès, situat al departament del Marne i a la regió del Gran Est. L'any 2007 tenia 118 habitants.

## Demografia

### Població
El 2007 la població de fet de Val-de-Vière era de 118 persones. Hi havia 56 famílies, de les quals 16 eren unipersonals (12 homes que vivien sols i 4 dones que vivien soles), 20 parelles sense fills, 12 parelles amb fills i 8 famílies monoparentals amb fills.
La població ha evolucionat segons el següent gràfic:
Habitants censats

### Habitatges
Tots els 55 habitatges que hi havia el 2007 eren l'habitatge principal de la família. Tots els 55 habitatges eren cases. Dels 55 habitatges principals, 50 estaven ocupats pels seus propietaris, 3 estaven llogats i ocupats pels llogaters i 2 estaven cedits a títol gratuït; 1 tenia dues cambres, 4 en tenien tres, 13 en tenien quatre i 37 en tenien cinc o més. 44 habitatges tenien, pel cap baix, una plaça de pàrquing. A 27 habitatges hi havia un automòbil i a 23 n'hi havia dos o més.

### Piràmide de població
La piràmide de població per edats i sexe el 2009 era:
| Homes | Edats   | Dones |
| ----- | ------- | ----- |
| 0     | 95 o +  | 0     |
| 0     | 90 a 94 | 0     |
| 4     | 85 a 89 | 0     |
| 0     | 80 a 84 | 0     |
| 0     | 75 a 79 | 4     |
| 4     | 70 a 74 | 0     |
| 4     | 65 a 69 | 4     |
| 8     | 60 a 64 | 0     |
| 4     | 55 a 59 | 8     |
| 12    | 50 a 54 | 12    |
| 0     | 45 a 49 | 4     |
| 4     | 40 a 44 | 0     |
| 8     | 35 a 39 | 0     |
| 4     | 30 a 34 | 8     |
| 4     | 25 a 29 | 4     |
| 4     | 20 a 24 | 0     |
| 0     | 15 a 19 | 8     |
| 0     | 10 a 14 | 0     |
| 8     | 5 a 9   | 4     |
| 8     | 0 a 4   | 4     |

## Economia
El 2007 la població en edat de treballar era de 77 persones, 50 de les quals eren actives i 27 eren inactives. De les 50 persones actives 49 estaven ocupades (29 homes i 20 dones) i 2 estaven aturades (2 dones i 2 dones). De les 27 persones inactives 13 estaven jubilades, 3 estaven estudiant i 11 estaven classificades com a «altres inactius».

### Ingressos
El 2009 a Val-de-Vière hi havia 60 unitats fiscals, que integraven 129 persones; i la mediana anual d'ingressos fiscals per persona era de 18.911 €.

### Activitats econòmiques
Dels 4 establiments que hi havia el 2007, 2 eren d'empreses de construcció, 1 d'una empresa de comerç i reparació d'automòbils i 1 d'una empresa d'informació i comunicació.
Dels 2 establiments de servei als particulars que hi havia el 2009, 1 era una fusteria i 1 una lampisteria.
L'any 2000 a Val-de-Vière hi havia 9 explotacions agrícoles.

## Poblacions més properes
El següent diagrama mostra les poblacions més properes.